# Paul Gout
Paul-Émile Gout (1852-1923) fue un arquitecto francés.

## Biografía
Nacido el 1 de mayo de 1852 en París, fue discípulo de Laisné y de la primera clase de la Escuela de Bellas Artes, además de ser pupilo de Viollet-le-Duc. Realizó estudios de edificios para el departamento de monumentos históricos al que estaba adscrito como arquitecto y fue también arquitecto de edificios religiosos en la diócesis de Soissons. Construyó en París el Liceo Racine entre la rue du Rocher y la rue de Rome y fue vicepresidente de la Unión Sindical de Arquitectos Franceses. Falleció en 1923.